# 7382 Bozhenkova
7382 Bozhenkova eller 1981 RJ5 är en asteroid i huvudbältet som upptäcktes den 8 september 1981 av den sovjetisk-ryska astronomen Ljudmila Zjuravljova vid Krims astrofysiska observatorium på Krim. Den är uppkallad efter den ryska författaren Margarita Bozjenkova.
Asteroiden har en diameter på ungefär tretton kilometer och tillhör asteroidgruppen Ashkova.